# Oglasa cosmiodes
Oglasa cosmiodes är en fjärilsart som beskrevs av George Francis Hampson 1895. Oglasa cosmiodes ingår i släktet Oglasa och familjen nattflyn. Inga underarter finns listade i Catalogue of Life.